# Stedord
Stedord eller pronomen er en ordklasse i adskillige sprog, som er kendetegnet ved at kunne erstatte eller henvise til led eller referenter. De er med til at gøre referenterne identificerbare ved at beskrive deres kategori og/eller udtrykke at de har været nævnt før.:75 

## Typer
Stedord opdeles traditionelt i et antal undergrupper (som kan overlappe):
- Personlige stedord (personligt pronomen) er dem som opdeles efter grammatisk person, dvs. afsender, modtager eller noget omtale.[1]:73-74  F.eks.: Jeg (afsender, 1. person) er rask, han (omtalt, 3. person) er syg.
- Ejestedord (possesivt pronomen) udtrykker en relation mellem ting eller ejerskabsforhold.[1]:75  F.eks.: Det er hans børn, men vores hus.
- Henførende stedord (relativt pronomen): [der, som, hvilken, hvilket, hvilke, hvad, hvem, hvis]
  - F.eks.: Det er alt, hvad jeg ved.
- Påpegende stedord (demonstrativt pronomen): [den, denne, sådan, det, dette, sådant, de, disse, sådanne, begge, samme, selv, hin]
  - F.eks.: Jeg beholder denne bog.
- Gensidige stedord (reciprokt pronomen): [hinanden, hverandre]
  - F.eks.: De kunne lide hinanden.
- Ubestemte stedord (indefinit pronomen): [en, et, man, ingen, nogen, nogle, hver, nogenting, ingenting, enhver, al, alting]
  - F.eks.: Det ved enhver.
- Spørgende stedord (interrogativt pronomen): [hvem, hvad, hvis, hvilken, hvilket, hvilke][2]
  - F.eks.: Hvad er klokken?
- Tilbagevisende stedord (refleksivt pronomen): [mig, dig, sig, os, jer]
  - F.eks.: Han slog sig på armen.

## Dansk
Personlige pronominer:
|                   | grundled               | genstandsled              | hensynsled                |
| 1. person ental   | jeg                    | mig                       | mig                       |
| 2. person ental   | du, De                 | dig, Dem                  | dig, Dem                  |
| 3. person ental   | han, hun, den, det, de | ham, hende, den, det, dem | ham, hende, den, det, dem |
| 1. person flertal | vi                     | os                        | os                        |
| 2. person flertal | I, De                  | jer, Dem                  | jer, Dem                  |
| 3. person flertal | de                     | dem                       | dem                       |

Possessive pronominer:
|                   | Fælleskøn                            | Intetkøn                             | Pluralis                              |
| 1. person ental   | min                                  | mit                                  | mine                                  |
| 2. person ental   | din, Deres                           | dit, Deres                           | dine, Deres                           |
| 3. person ental   | sin, hans, hendes, dens, dets, deres | sit, hans, hendes, dens, dets, deres | sine, hans, hendes, dens, dets, deres |
| 1. person flertal | vor, vores                           | vort, vores                          | vore, vores                           |
| 2. person flertal | jeres, Deres                         | jeres, Deres                         | jeres, Deres                          |
| 3. person flertal | deres                                | deres                                | deres                                 |

## Reference
- Mønsteds Kursus i Modersmålet, hæfte 13 og 14, januar 1999.
- På den danske wiktionary kan man finde omtale af personlige pronominer på dansk.